# Уданшань

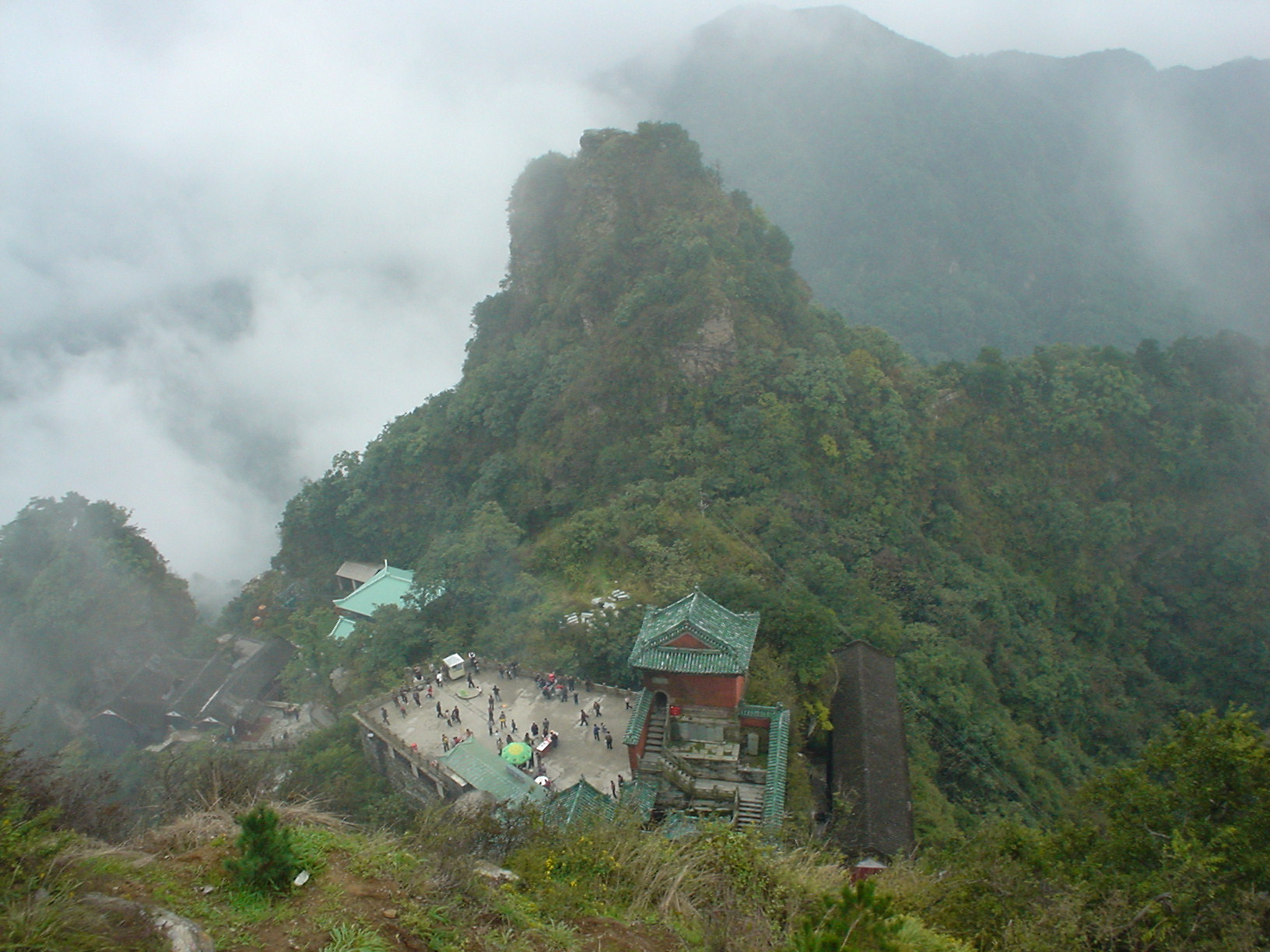
Храм на вершине Тяньчжу

Уданшань (кит. упр. 武当山, пиньинь Wǔdāng Shān, палл. Уданшань), гора Удан — небольшой горный хребет в провинции Хубэй, который находится на территории городского округа Шиянь.
Горы Уданшань знамениты своими даосскими монастырями и храмами.

## История
Ещё во время Восточной империи Хань (25-220) гора стала пользоваться особым вниманием императоров. Во время империи Тан (618—907) был открыт первый храм — Храм Пяти Драконов.
Значительное строительство было предпринято на горе в XV веке, когда император, правивший под девизом «Юнлэ» созвал 300 тысяч солдат и оборудовал гору, построив многочисленные храмовые комплексы. В горах Уданшань тогда было построено 9 храмов, 9 монастырей, 36 скитов и 72 кумирни, множество беседок, мостиков и многоярусных башен, образующих 33 архитектурных ансамбля. Строительство в горах продолжалось 12 лет с 1412 года. Предпринято это было потому, что император, насильственно свергший с трона племянника, не обладал правом наследования, и строительство было затеяно с целью умилостивить духов и получить поддержку народных масс, доказав свою избранность и поддержку высших сил. Несмотря на большой объём строительства, сам император так и не посетил храмового комплекса.
Комплекс сооружений охватывал главную вершину и окружающие её 72 малых пика, сооружения тянутся на 80 км.
Во время Культурной революции в Китае (1966—1976) храмы были разрушены, но потом восстановлены, гора активно посещается туристами Китая и иностранцами.
В 1994 году весь комплекс храмов и монастырей на горе получил статус Всемирного наследия ЮНЕСКО.

## Архитектура
Архитектура комплекса сочетает в себе лучшие достижения китайской традиционной архитектуры за последние полторы тысячи лет.
Наиболее знаменательные сооружения:
- Запретный город, построенный на самой вершине горы Тяньчжу (колонна, подпирающая Небо). Город строится в то же самое время, что и Запретный город в Пекине, он окружён толстой каменной стеной и имеет четыре входа. За стеной — несколько храмов и на самой вершине — Золотой павильон.
- Храм Наньян
- Храм Пурпурного Облака Уданшань. Памятник Чжан Саньфэну, которого считают основателем различных систем боевых искусств
- Храм Сына Неба

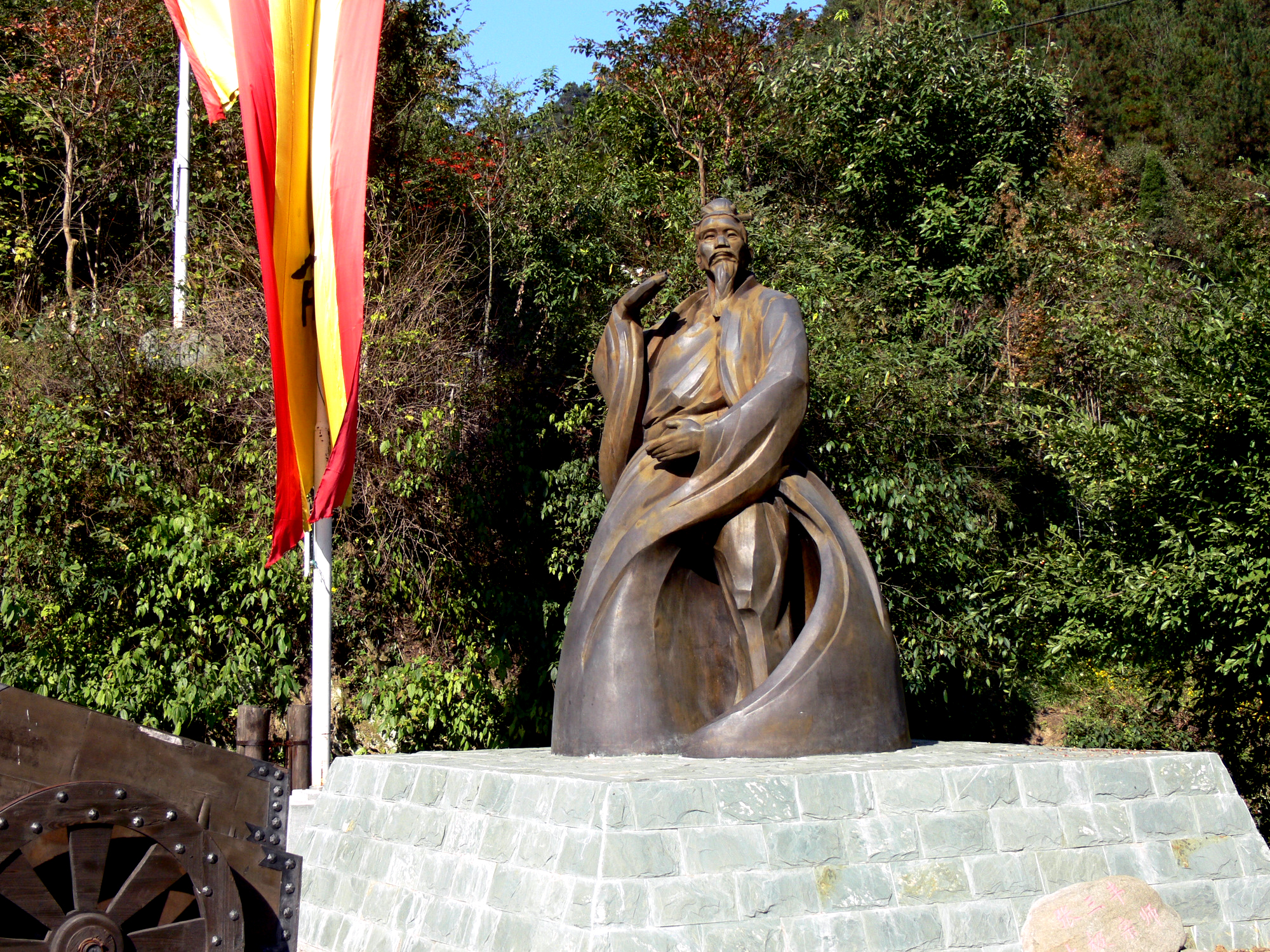
Уданшань. Памятник Чжан Саньфэну, которого считают основателем различных систем боевых искусств

На горе имеется несколько школ боевых искусств, в частности кунг-фу.

## Уданшань и массовая культура
По легендам, гора Уданшань — место возникновения боевых искусств, и в частности Тайцзицюань, хотя критические исследования ставят это под сомнение.
С монастырём связана волна популярной культуры — фильмов жанра ушу и литературы о боевых искусствах. По популярности в массовой культуре Уданшань стоит на втором месте после Шаолинь.